# Niclas Hougaard
Niclas Hougaard Hansen (født i 1993 i Nørresundby) er en dansk fodboldtræner, som er cheftræner for Fortuna Hjørring, der spiller i landets bedste kvindelige række Gjensidige Kvindeligaen. Han har været træner i klubben siden november 2020, efter han overtog posten fra tidligere cheftræner amerikanske Carrie Kveton, der blev assistenttræner i topklubben OL Reign.

## Trænerkarriere
Han har tidligere været omkring trænerstaben hos flere af klubbens hold. Senest var han assistenttræner for klubbens 2. hold i kvindernes 1. division i et halvt år, før han blev ansat som cheftræner på klubbens ligahold. Derudover var han også cheftræner for klubbens succesrige U18 DM-hold, der vandt U18-ligaen i 2018-19-sæsonen, hvor han trænede flere af klubbens nuværende førsteholdsspillere som Cecilie Christensen, Signe Carstens og Emilie Dolleris Billing.
Efter bare en halv sæson i klubben, vandt Hougaard i 2020, det danske mesterskab for 11. gang i klubbens historie. Det skete da holdet i sidste spillerunde spillede uafgjort mod rivalerne fra Brøndby IF 1-1, der var nok til at sikre mesterskabet til klubben. Holdet nåede desuden semifinalerne i Sydbank Kvindepokalen.

## Resultater som klubtræner

### Fortuna Hjørring
Elitedivisionen
- - Guld: 2019-20[5]